# هجوم السنافر

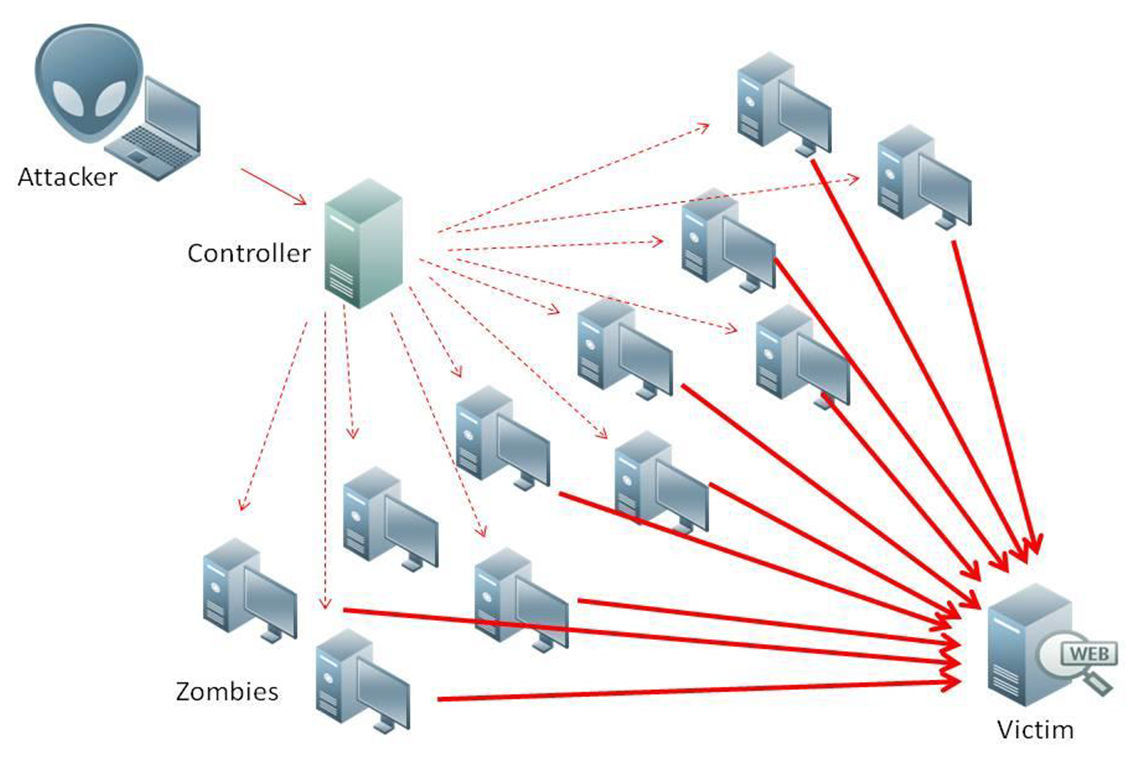

هجوم السنافر  (بالإنجليزية: The Smurf attack)‏ هو شكل من أشكال هجوم حجب الخدمة المُوزّع تُستهدف فيه عقدة من عُقد الشبكة، وفيه يتمّ غمر شبكة العقدة الهدف بعدد هائل من رزم بروتوكول رسائل التحكم في شبكة الإنترنت (ICMP)، ويكون عنوان مصدر هذه الرسائل مُزيّفاً، بحيث تبدو وكأنّها أُرسلت من العقدة الهدف أما عنوان وجهتها فيكون عنوان البث العام في الشبكة. نتيجة لذلك، سيقوم كل حاسب أو عقدة استقبلت هذه الرسالة بالرد بشكلٍ منفرد برسالة ردّ نحو العقدة الهدف، ويسبب ذلك غمر هذه العقدة بعدد كبير من الرزم، مما يسبب إبطائها أو خروجها من الخدمة.

## المبدأ
في هذا النوع من الهجمات، يقوم المعتدون باستغلال ميزة خطيرة في الشبكات التي تعتمد بروتوكول IP-وهي عنوان البث broadcast address؛ ففي الأحوال الاعتيادية يتم إرسال طلب إلى الشبكة مثل استخدام أمر بينج من خلال عنوان البث، مما يؤدي إلى إعادة إنتاج وإرسال هذا الطلب إلى كل عنوان IP على تلك الشبكة، وعندئذ يمكن لجميع النظم الموجودة على الشبكة أن تقوم بإرسال المعلومات المناسبة إلى مصدر أمر بينج. وفي حالة هجمات السنافر يحدث الحرمان من الخدمات باستخدام عناوين رأسية IP مزيفة وجعلها تقوم بإرسال أمر بينج إلى عنوان البث لشبكة كبيرة، ومن ثم إعادة توجيه الإجابات إلى نظام ثالث، وهو نظام الضحية. وفي هذه الحالة يتعرض الضحية بسهولة إلى الاختراق من قبل بيانات مزيفة تعترض سبيل بياناته الحقيقية.